# Emilio Ballado
Emilio Ballado Alvarado (ur. 2 maja 1916 w Veracruz) – meksykański bokser, złoty medalista Igrzysk Ameryki Środkowej i Karaibów z roku 1935, olimpijczyk.

## Kariera
W finale Igrzysk Ameryki Środkowej i Karaibów 1935 pokonał Panamczyka Alberto Allana. W 1936 reprezentował Meksyk na Letnich Igrzyskach Olimpijskich 1936, które miały miejsce w Berlinie. Ballado przegrał swoją pierwszą walkę z reprezentantem Norwegii Rudolfem Andreassenem.